# Martinskirche (Frauenzimmern)

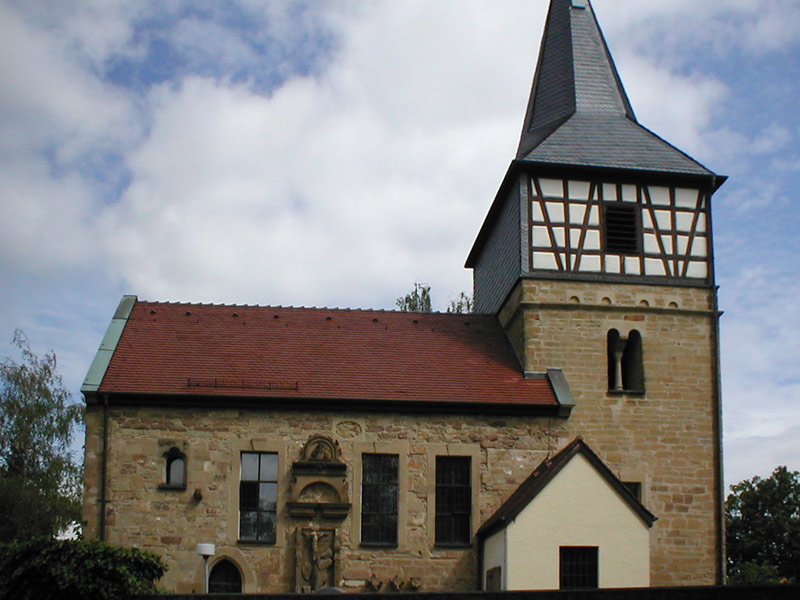
Martinskirche

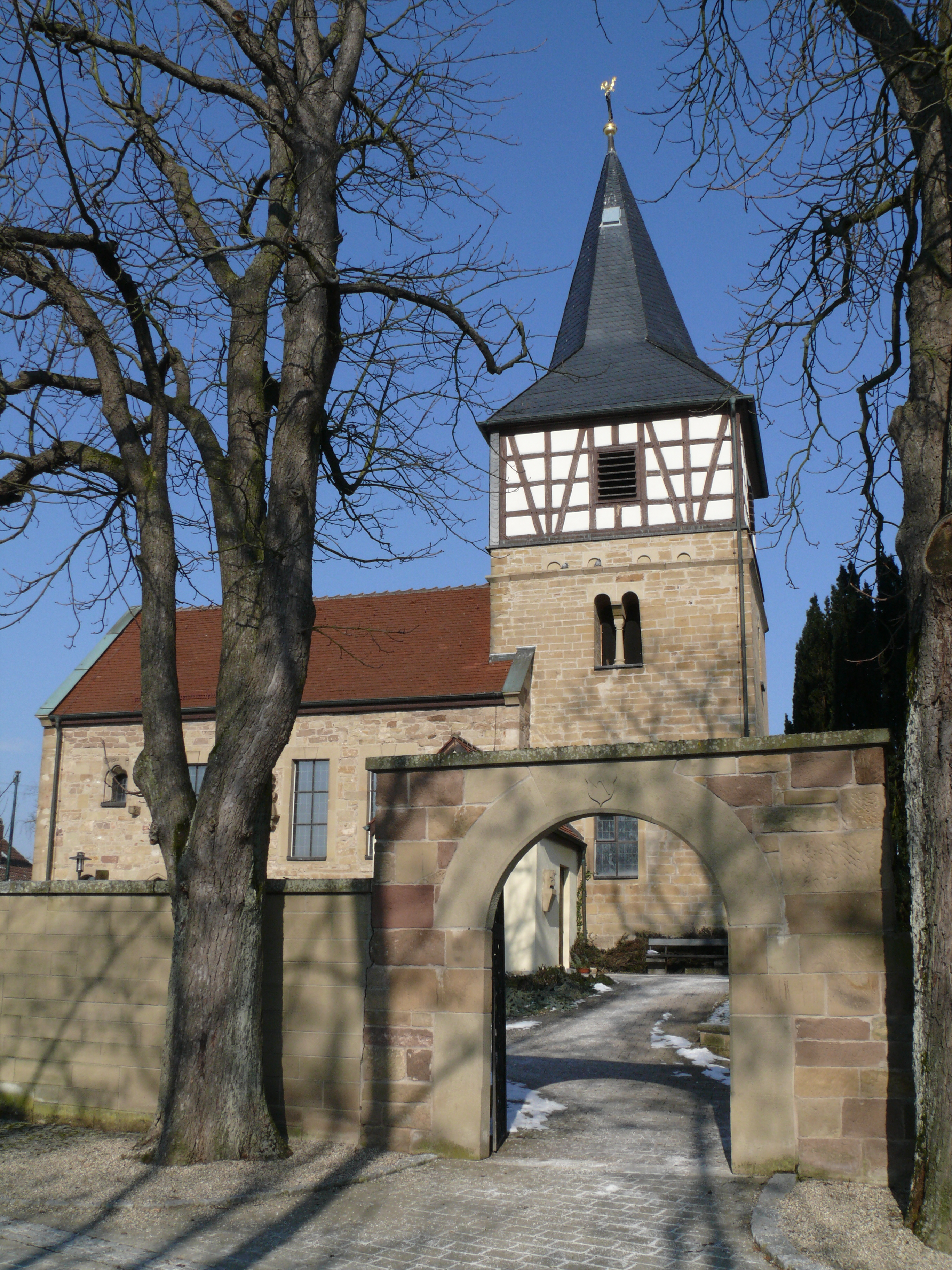
Ansicht vom Friedhofstor

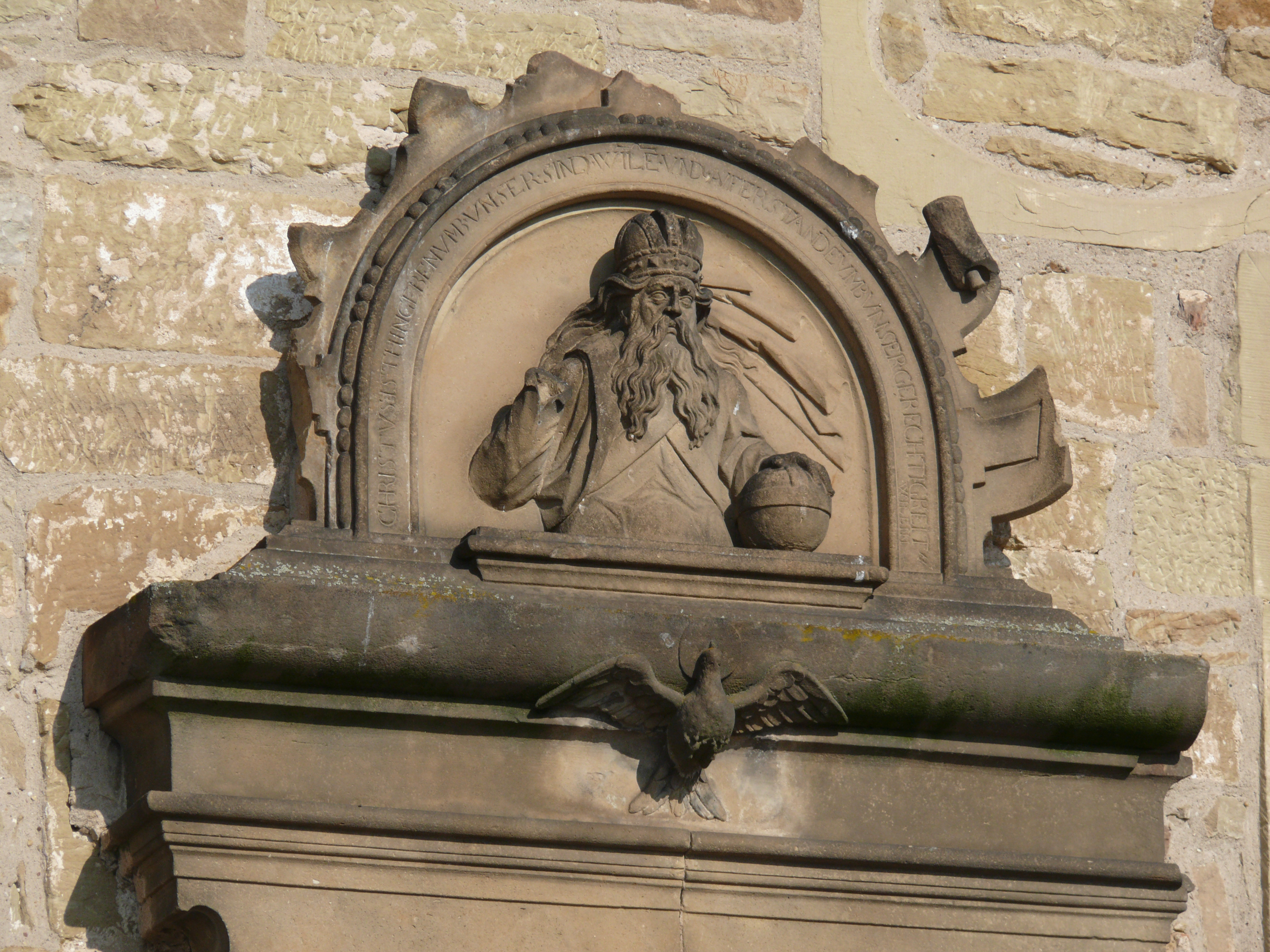
Detail vom Epitaph für Jörg Enzberger († 1606): Gottvater und der Heilige Geist

Die Martinskirche in Frauenzimmern ist die evangelische Pfarrkirche der Kirchengemeinde Frauenzimmern. Sie entstand in ihrer heutigen Form in der zweiten Hälfte des 13. Jahrhunderts, wurde seitdem aber mehrfach umgebaut und erweitert.

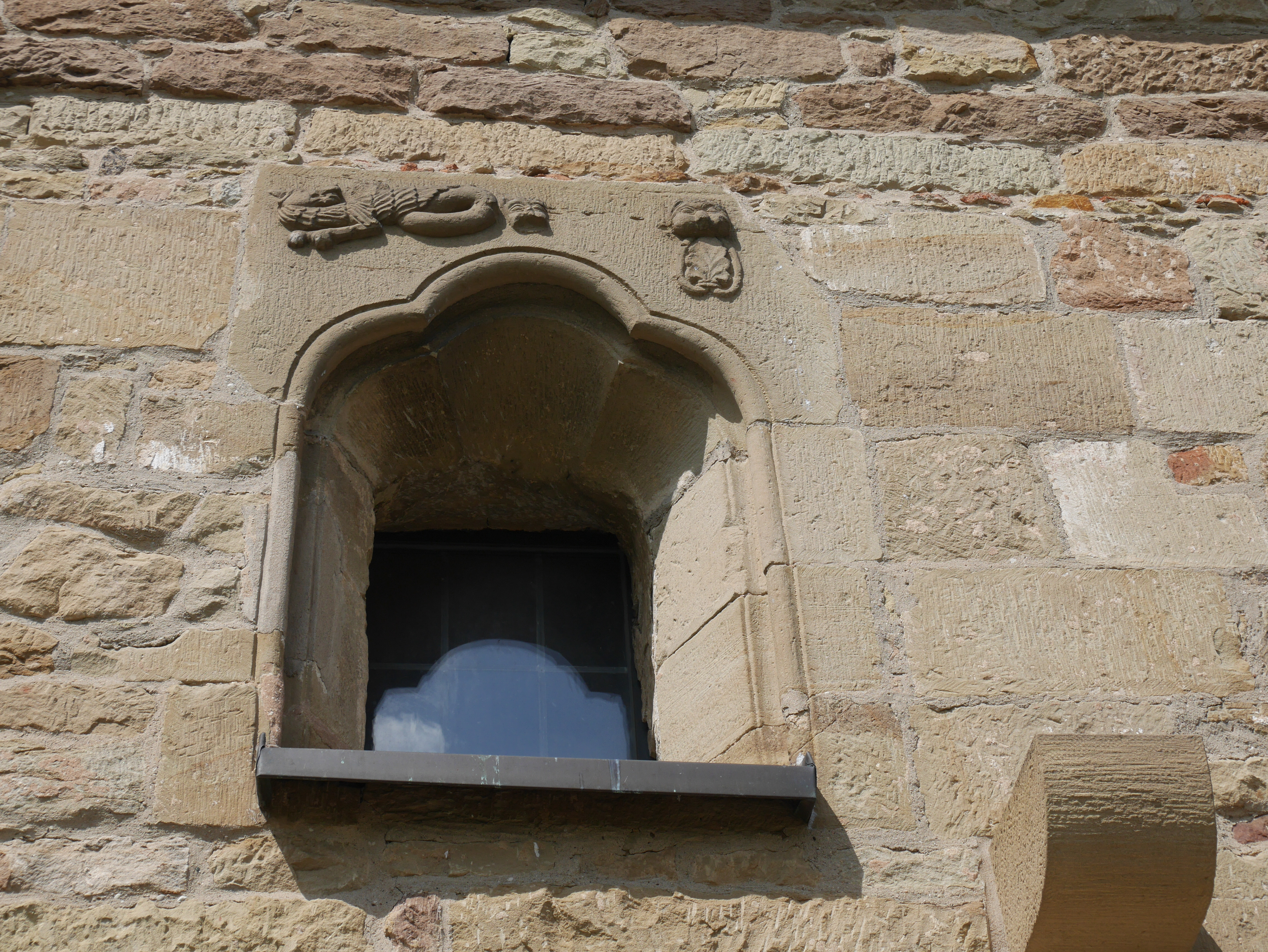
Fenster mit Reliefschmuck

## Geschichte
Die Kirche geht auf die ursprüngliche Kirche des Ortes zurück, die als Holzkirche wohl bereits bei der ersten urkundlichen Erwähnung des Ortes im Jahr 794 bestanden haben dürfte. Das Patrozinium des heiligen Martin von Tours stützt diese Annahme. Ein erster Steinbau wurde wohl schon im 9. Jahrhundert errichtet, dem vor dem Bau des heutigen Kirchengebäudes laut archäologischen Befunden noch eine zweite Steinkirche folgte. 1234 bestätigte Papst Gregor IX. die Schenkung des Patronatsrechts der Kirche durch Walter von Lauffen an das von den Herren von Magenheim gegründete Cyriakusstift in Frauenzimmern.
In ihrer heutigen Form entstand die Kirche in der zweiten Hälfte des 13. Jahrhunderts. Laut einer Bauinschrift wurde die Kirche bereits 1309 renoviert, möglicherweise im Zusammenhang mit dem Übergang des Patronatsrechts an das inzwischen entstandene Zisterzienserinnenkloster, dessen Bewohnerinnen dem ursprünglich nur Zimmern genannten Ort im Lauf des 14. Jahrhunderts seinen Namen gaben, das 1442 dann jedoch ins Kirbachtal verlegt wurde.
Im 14. Jahrhundert gewann Württemberg schließlich die Herrschaft über den Ort, im 15. Jahrhundert auch über das Kloster. Wie überall in Württemberg wurde daher auch in Frauenzimmern im 16. Jahrhundert die Reformation vollzogen. Der erste reformatorisch gesinnte Pfarrer an der Kirche war 1535 Balthasar Reichenberger aus Wittenberg.
1769 wurde die Kirche umfassend erneuert, wobei an der Südseite eine neue Sakristei entstand. Außerdem wurden in die Nord- und Südseite sowie in den Chorturm neue Fenster gebrochen und wurden eine neue Kanzel und eine neue Orgel eingebaut. 1842 wurde die Orgel durch ein neues Instrument ersetzt. 1865 wurde die Kirche erneut renoviert. 1911 fand eine weitere Renovierung statt, bei der viele barocke Einbauten entfernt wurden, so dass der romanische Charakter des Bauwerks wieder stärker zum Vorschein kam. 1971 erfolgte eine neuerliche Renovierung der Kirche, bei der man die Evangelistensymbole im Gewölbe des Turmchors freigelegt und die gesamte Ausstattung aus Kanzel, Altar, Empore usw. erneuert hat. 1993 wurde eine neue Orgel beschafft.
An der Außenwand der Kirche befindet sich das Epitaph für Jörg Enzberger († 1606), der als Hofmeier das Herrschaftsgut in Frauenzimmern verwaltet hat und auf den mehrere bedeutende Bauten des Ortes zurückgehen.

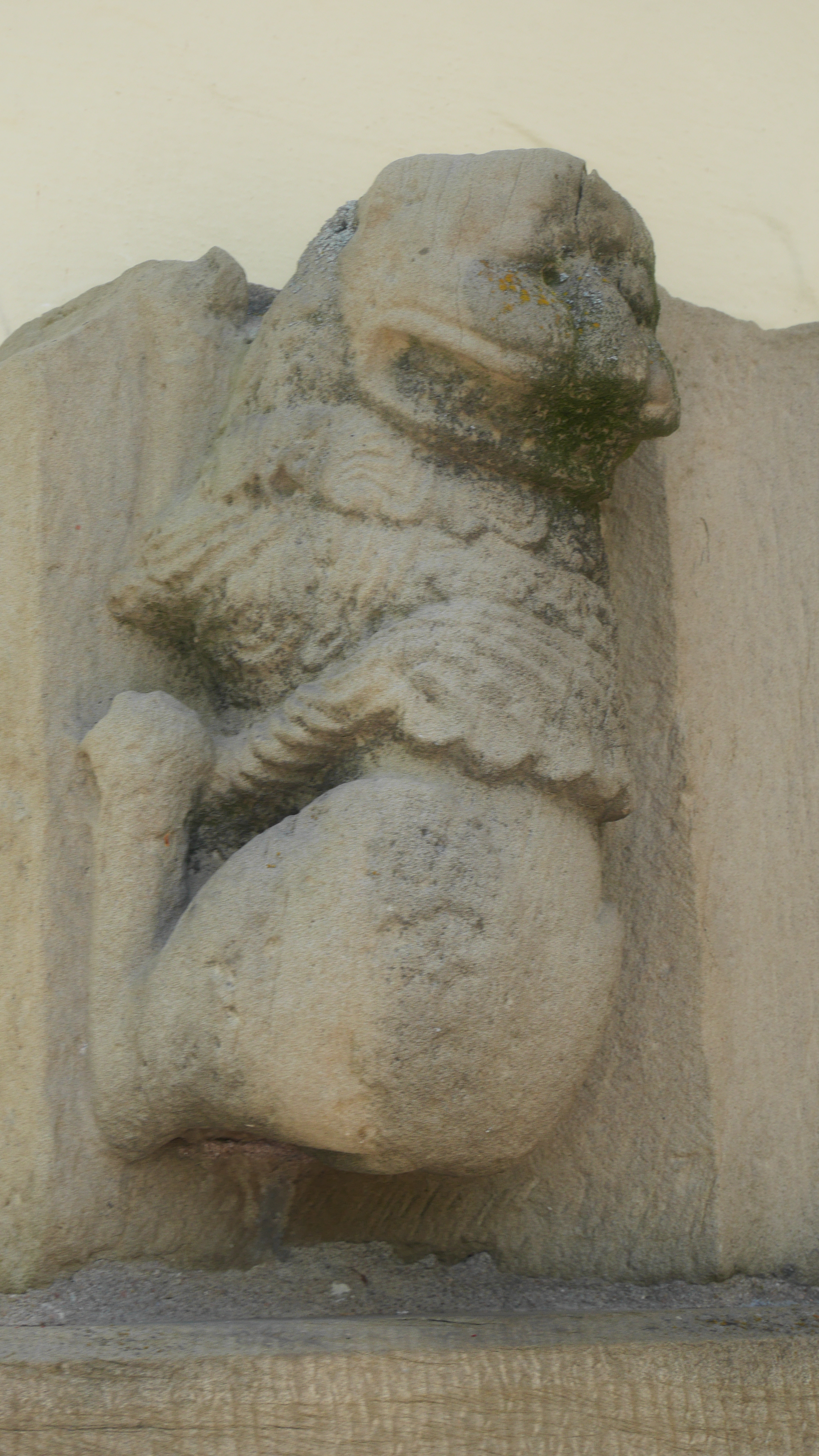
Löwe mit geöffnetem Maul an der Sakristei
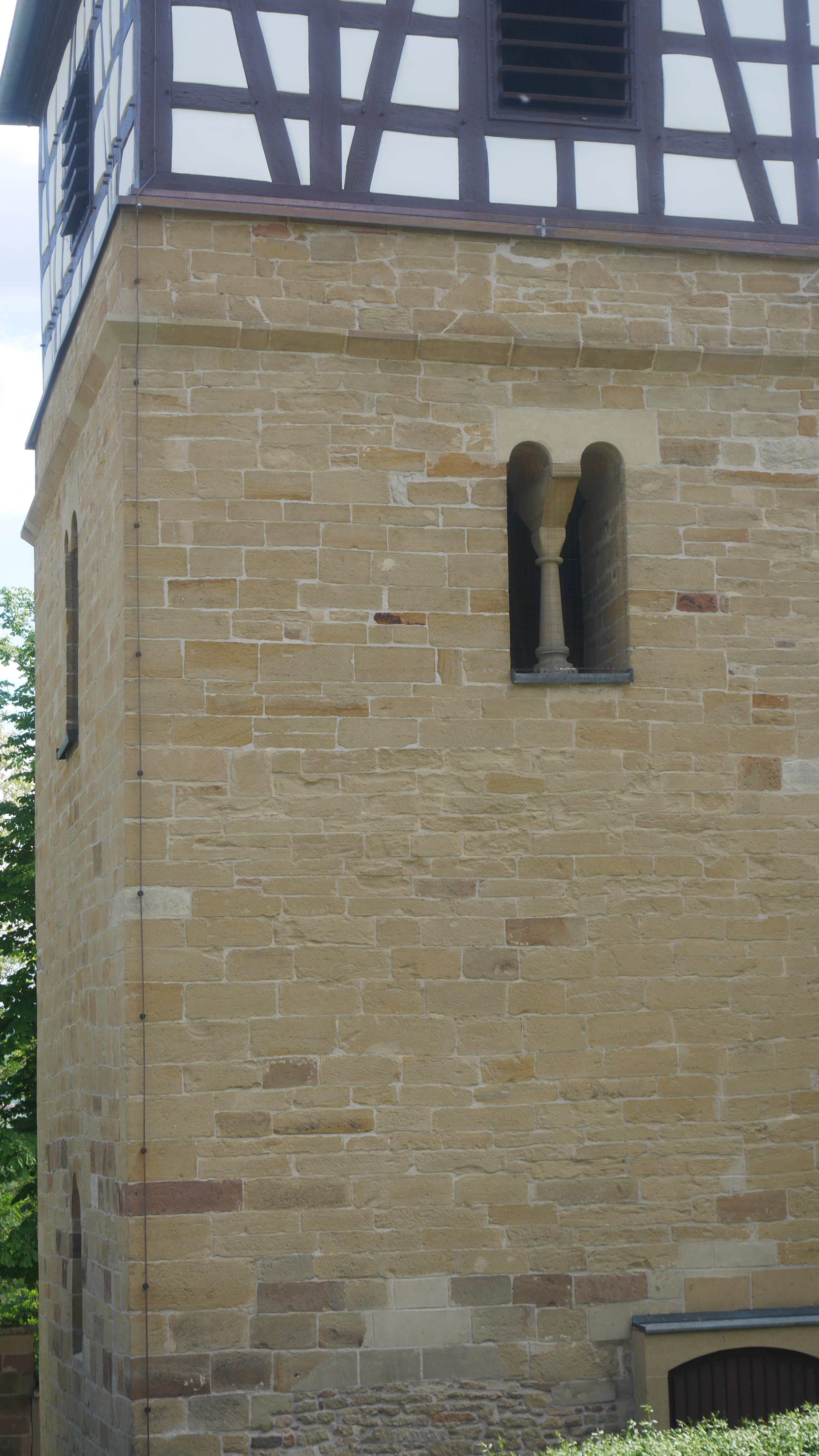
Turm Biforium Nord
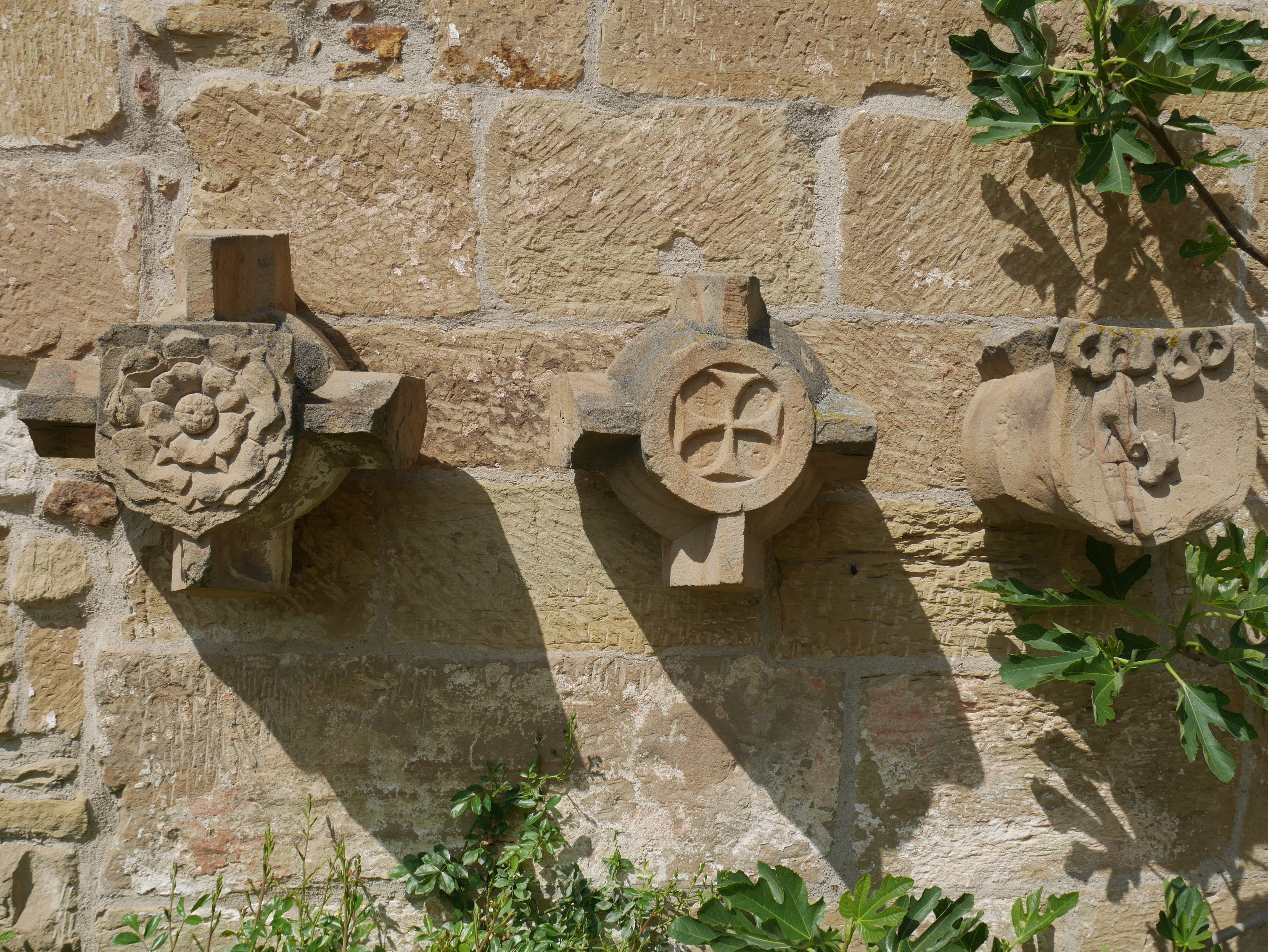
Schlusssteine
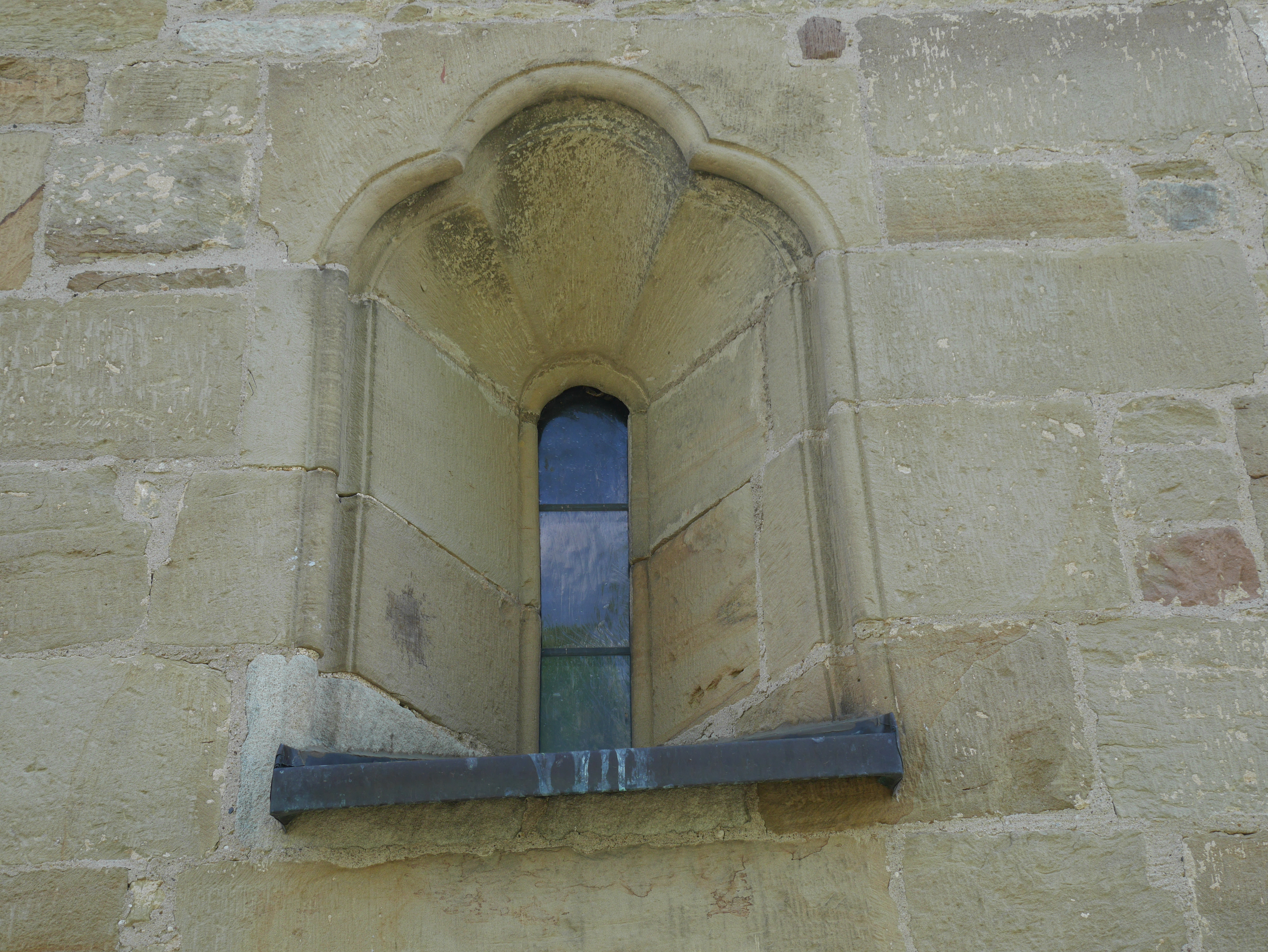
Fensterlaibung Nord

## Glocken
Die älteste für die Martinskirche belegte Glocke wurde 1497 bei Bernhart Lachaman in Heilbronn gegossen. 1865 erhielt die Kirche zwei neue Glocken aus der Glockengießerei Bachert in Kochendorf (Bad Friedrichshall). Die Glocken hatten die Schlagtöne cis‘‘ und a‘ bei einem Gewicht von 200 bzw. 450 kg. 1905 kam die ebenfalls bei Bachert gegossene Friedensglocke mit dem Schlagton fis‘, einem Durchmesser von 108 cm und einem Gewicht von 600 kg als dritte Glocke hinzu. Die beiden Glocken von 1865 mussten im Ersten Weltkrieg abgeliefert werden. 1921 erhielt die Kirche durch eine Spende von C. Louis Berger in Boston, dessen Mutter in Frauenzimmern geboren worden war, zwei neue Glocken von der Gießerei Heinrich Kurtz in Stuttgart. Die größere der beiden hatte den Schlagton a‘, einen Durchmesser von 90 cm und ein Gewicht von 450 kg, die kleinere hatte den Schlagton cis‘‘, einen Durchmesser von 73 cm und ein Gewicht von 235 kg. Im Zweiten Weltkrieg wurden die Friedensglocke von 1905 und die größere der beiden Glocken von 1921 eingeschmolzen. Als man 1949 drei neue Glocken von Bachert in Heilbronn in Betrieb nahm, wurde die verbliebene alte Glocke von 1921 verkauft. Sie dient inzwischen als Taufglocke der evangelischen Kirche in Notzingen. Das heutige Dreigeläut der Kirche besteht aus den drei 1949 bei Bachert in Heilbronn gegossenen Glocken. Die Betglocke hat den Schlagton g‘, einen Durchmesser von 108,2 cm und ein Gewicht von 774 kg. Die Kreuz- und Schiedglocke hat den Schlagton b‘, einen Durchmesser von 90,4 cm und ein Gewicht von 470 kg. Die dritte Glocke hat den Schlagton c‘‘, einen Durchmesser von 79,6 cm und ein Gewicht von 309 kg.